# Max Arnold
Maximilian Arnold – detto Max (Riesa, 27 maggio 1994) è un calciatore tedesco, centrocampista del Wolfsburg, del quale è capitano.

## Caratteristiche tecniche
Gioca prevalentemente come centrocampista centrale ma grazie alla sua duttilità può essere schierato anche da trequartista il suo piede preferito è il sinistro, bravo tecnicamente possiede un buon tiro dalla distanza ed è abile negli inserimenti senza palla.

## Carriera

### Club
Fa il suo esordio in Bundesliga nella stagione 2011-2012, nella quale gioca 2 partite senza mai segnare; l'anno seguente gioca invece 6 partite, segnando anche un gol all'Hoffenheim, uno al Werder Brema ed uno al Borussia Mönchengladbach. Nella stagione 2013-2014 disputa invece 28 partite segnando 7 gol.

### Nazionale
Compie tutta la trafila delle nazionali giovanili tedesche, fino a giocare con l'Under-21 tedesca, squadra di cui diventa anche capitano nel biennio 2015-2017. Viene convocato per gli Europei Under-21 di categoria (2015 e 2017).
Il 13 maggio 2014, alla prima convocazione, ha esordito nella nazionale maggiore in un'amichevole disputata contro la Polonia subentrando al 77º minuto al posto del collega Max Meyer.
Dopo quella volta non viene più convocato per altri 7 anni, tornando in lista il 9 novembre 2021 a seguito della positività al COVID-19 di Niklas Süle.

## Statistiche

### Presenze e reti nei club
Statistiche aggiornate al 19 maggio 2023.
| Stagione         | Squadra          | Campionato       | Campionato | Campionato | Coppe nazionali | Coppe nazionali | Coppe nazionali | Coppe internazionali | Coppe internazionali | Coppe internazionali | Altre coppe | Altre coppe | Altre coppe | Totale | Totale |
| Stagione         | Squadra          | Comp             | Pres       | Reti       | Comp            | Pres            | Reti            | Comp                 | Pres                 | Reti                 | Comp        | Pres        | Reti        | Pres   | Reti   |
| ---------------- | ---------------- | ---------------- | ---------- | ---------- | --------------- | --------------- | --------------- | -------------------- | -------------------- | -------------------- | ----------- | ----------- | ----------- | ------ | ------ |
| 2013-2014        | Wolfsburg II     | RLN              | 2          | 0          | -               | -               | -               | -                    | -                    | -                    | -           | -           | -           | 2      | 0      |
| 2011-2012        | Wolfsburg        | BL               | 2          | 0          | CG              | 0               | 0               | -                    | -                    | -                    | -           | -           | -           | 2      | 0      |
| 2012-2013        | Wolfsburg        | BL               | 6          | 3          | CG              | 1               | 0               | -                    | -                    | -                    | -           | -           | -           | 7      | 3      |
| 2013-2014        | Wolfsburg        | BL               | 28         | 7          | CG              | 3               | 0               | -                    | -                    | -                    | -           | -           | -           | 31     | 7      |
| 2014-2015        | Wolfsburg        | BL               | 27         | 4          | CG              | 5               | 2               | UEL                  | 8                    | 0                    | -           | -           | -           | 40     | 6      |
| 2015-2016        | Wolfsburg        | BL               | 31         | 3          | CG              | 2               | 0               | UCL                  | 10                   | 1                    | SG          | 1           | 0           | 44     | 4      |
| 2016-2017        | Wolfsburg        | BL               | 32+2       | 2+0        | CG              | 2               | 0               | -                    | -                    | -                    | -           | -           | -           | 36     | 2      |
| 2017-2018        | Wolfsburg        | BL               | 29         | 2          | CG              | 3               | 0               | -                    | -                    | -                    | -           | -           | -           | 34     | 2      |
| 2018-2019        | Wolfsburg        | BL               | 33         | 2          | CG              | 3               | 0               | -                    | -                    | -                    | -           | -           | -           | 36     | 2      |
| 2019-2020        | Wolfsburg        | BL               | 33         | 4          | CG              | 2               | 0               | UEL                  | 9                    | 1                    | -           | -           | -           | 44     | 5      |
| 2020-2021        | Wolfsburg        | BL               | 30         | 3          | CG              | 3               | 0               | UEL                  | 3                    | 0                    | -           | -           | -           | 36     | 3      |
| 2021-2022        | Wolfsburg        | BL               | 34         | 4          | CG              | 1               | 0               | UCL                  | 6                    | 0                    | -           | -           | -           | 41     | 4      |
| 2022-2023        | Wolfsburg        | BL               | 32         | 5          | CG              | 2               | 0               | -                    | -                    | -                    | -           | -           | -           | 34     | 5      |
| Totale Wolfsburg | Totale Wolfsburg | Totale Wolfsburg | 315+2      | 39         |                 | 28              | 2               |                      | 36                   | 1                    |             | 1           | 0           | 381    | 43     |
| Totale carriera  | Totale carriera  | Totale carriera  | 319        | 39         |                 | 28              | 2               |                      | 36                   | 1                    |             | 1           | 0           | 383    | 43     |

### Cronologia presenze e reti in nazionale
| Cronologia completa delle presenze e delle reti in nazionale ― Germania | Cronologia completa delle presenze e delle reti in nazionale ― Germania | Cronologia completa delle presenze e delle reti in nazionale ― Germania | Cronologia completa delle presenze e delle reti in nazionale ― Germania | Cronologia completa delle presenze e delle reti in nazionale ― Germania | Cronologia completa delle presenze e delle reti in nazionale ― Germania | Cronologia completa delle presenze e delle reti in nazionale ― Germania | Cronologia completa delle presenze e delle reti in nazionale ― Germania |
| Data                                                                    | Città                                                                   | In casa                                                                 | Risultato                                                               | Ospiti                                                                  | Competizione                                                            | Reti                                                                    | Note                                                                    |
| ----------------------------------------------------------------------- | ----------------------------------------------------------------------- | ----------------------------------------------------------------------- | ----------------------------------------------------------------------- | ----------------------------------------------------------------------- | ----------------------------------------------------------------------- | ----------------------------------------------------------------------- | ----------------------------------------------------------------------- |
| 13-5-2014                                                               | Amburgo                                                                 | Germania                                                                | 0 – 0                                                                   | Polonia                                                                 | Amichevole                                                              | -                                                                       | 77’                                                                     |
| 11-11-2021                                                              | Wolfsburg                                                               | Germania                                                                | 9 – 0                                                                   | Liechtenstein                                                           | Qual. Mondiali 2022                                                     | -                                                                       | 64’                                                                     |
| 14-11-2021                                                              | Erevan                                                                  | Armenia                                                                 | 1 – 4                                                                   | Germania                                                                | Qual. Mondiali 2022                                                     | -                                                                       | 60’ 68’                                                                 |
| Totale                                                                  |                                                                         | Presenze                                                                | 3                                                                       |                                                                         | Reti                                                                    | 0                                                                       |                                                                         |

## Palmarès

### Club

#### Competizioni nazionali
- Coppa di Germania: 1

Wolfsburg: 2014-2015
- Supercoppa di Germania: 1

Wolfsburg: 2015

### Nazionale
- Campionato d'Europa Under-21: 1

Polonia 2017

### Individuale
- Selezione UEFA dell'Europeo Under-21: 1

Polonia 2017